# Carlo Crivelli (pintor)
Carlo Crivelli foi um pintor venesiano da Renascença Italiana, durante o Quattrocento. 
Crivelli nasceu em 1435 em Veneza. Sua primeira obra datada é um altar na Igreja de San Silvestro em Massa, perto de Fermo. Trabalhou principalmente em Ancona e Ascoli. Há apenas duas obras em Veneza, na Igreja de San Sebastiano. Ele estudou com Jacobello del Fiore, quando era apenas um menino. Estudou também na escolas dos Vivarini (Alvise, Antonio e Bartolomeo), em Veneza e depois foi para Pádua, onde trabalhou com Francesco Squarcione. Depois, para Zara, na Dalmácia (agora parte da Croácia). 
Pintava apenas com têmpera, apesar do interesse com a pintura a óleo, naquele tempo. Ao contrário da tendência naturalista de Florença, o estilo de Crivelli lembrava a sensibilidade Bizantina. Usava frutas e flores como acessórios de suas obras, o que era característico da oficina de Francesco Squarcione, em Pádua. Seu trabalho é quase exclusivamente religioso, pois era principalmente encomendado por ordens religiosas. Era possível que pertencesse à mesma família de outros pintores como Donato Crivelli e Vittorio Crivelli. Pietro Alemanno era também seu colaborador. 
Sua obra sofreu um revivalismo durante a época dos Pré-Rafaelitas na Inglaterra. Vários deles, incluindo Edward Burne-Jones, eram admiradores de Crivelli.

## Galeria

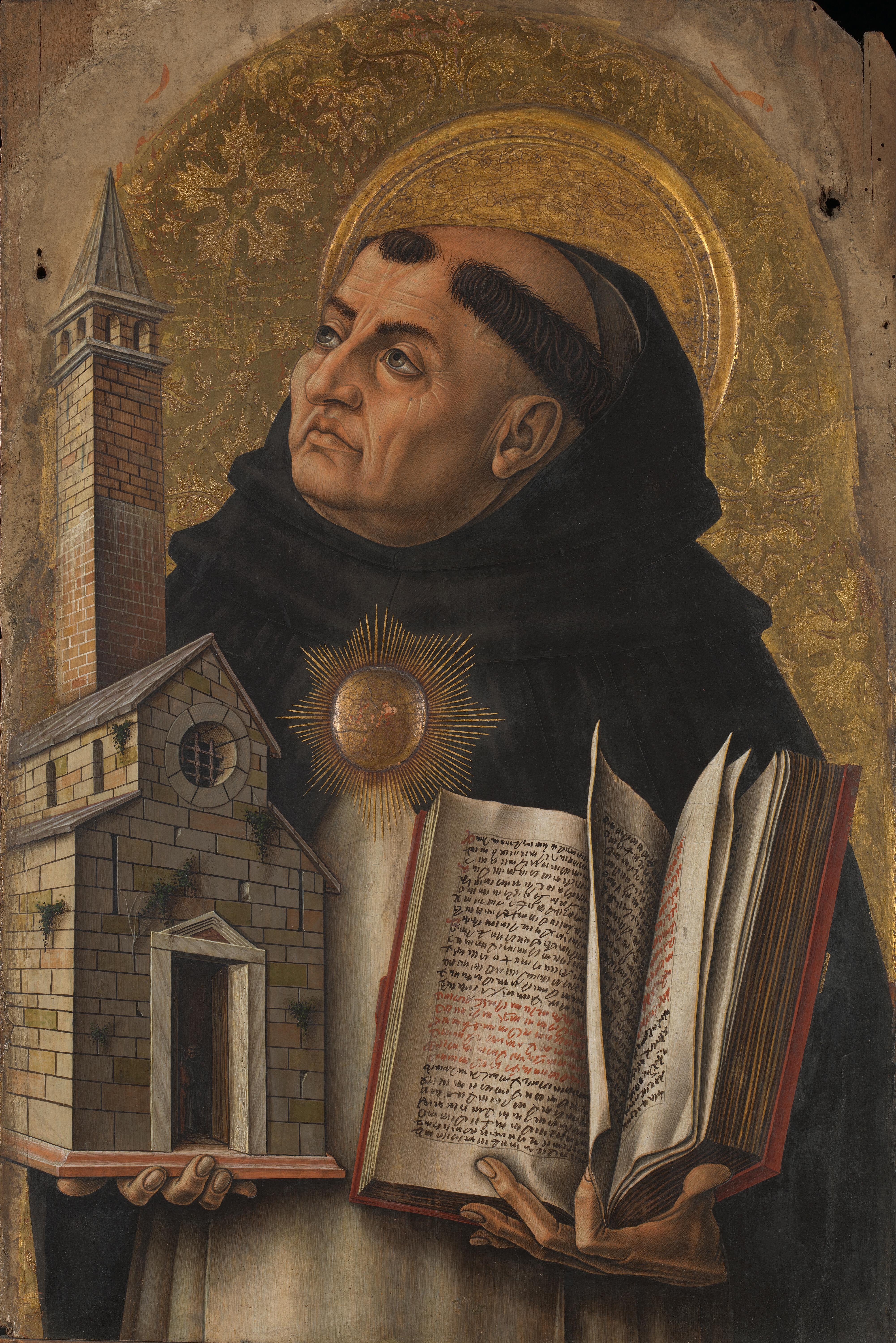
Santo Tomás de Aquino, 1476
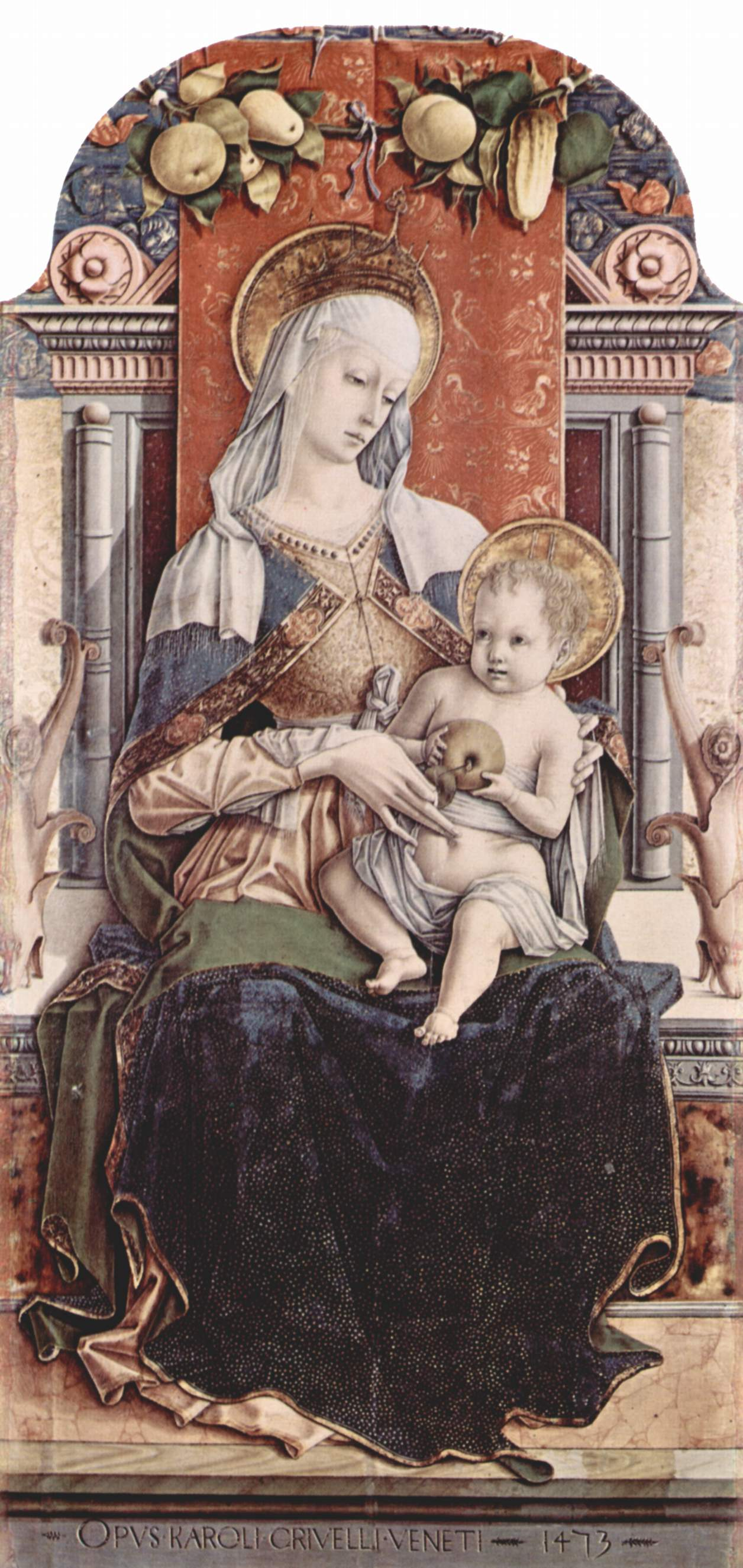
Madonna e o Menino Entronizados
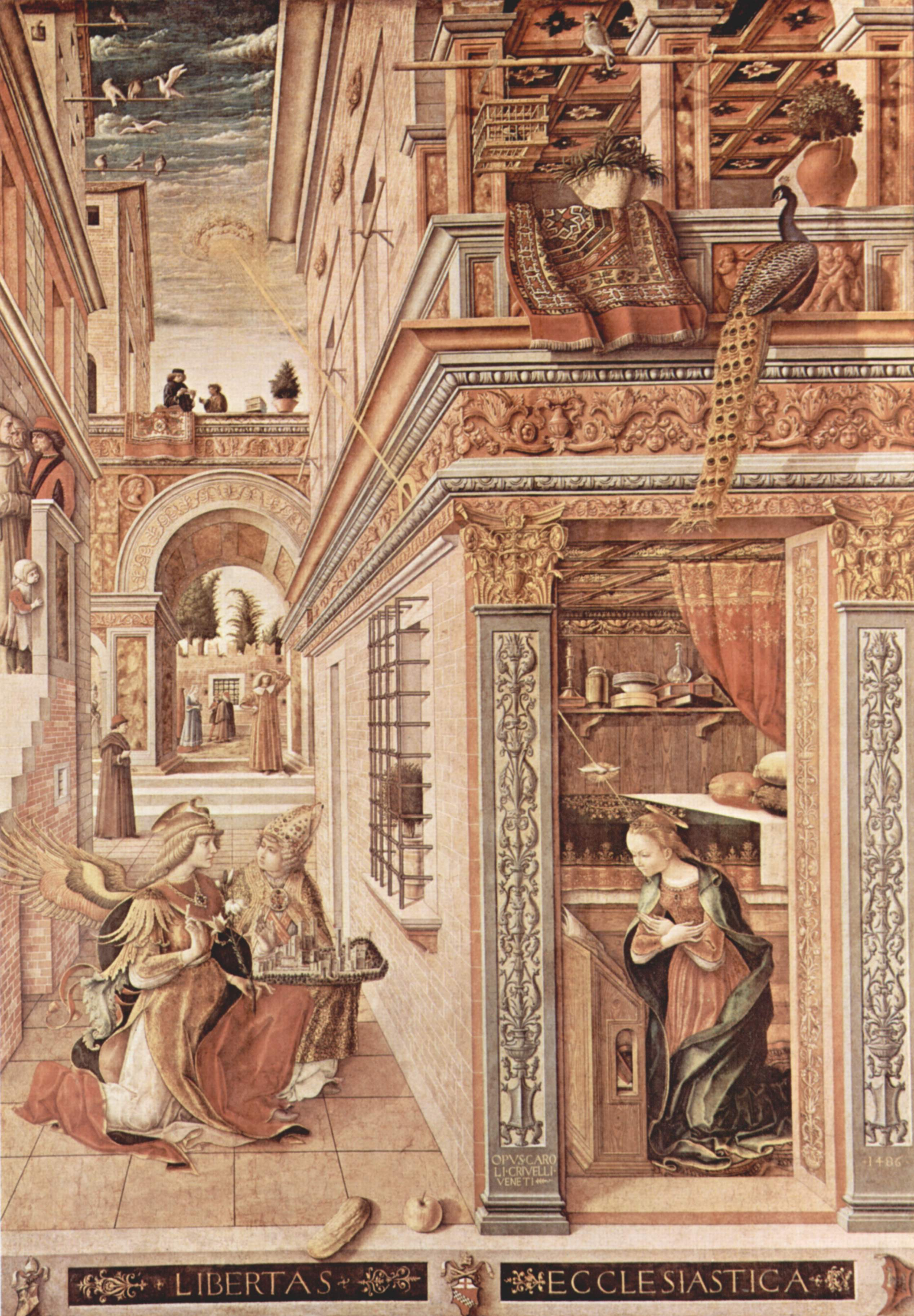
A Anunciação com St. Emidius, Galeria Nacional de Londres
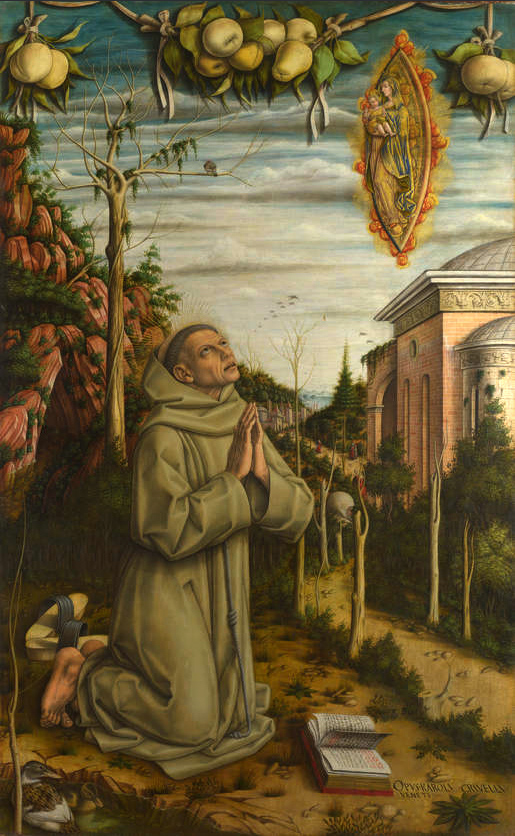
A Visão do Beato Gabriele, Galeria Nacional de Londres